# Xosé Lois García Fernández
Xosé Lois García Fernández (Lugo, 22 de abril de 1945), é um escritor galego com obra tembén em portugués. É especialista da literatura de expressão portuguesa na África.

## Biografia
Ainda que nasceu em Lugo, criou-se em Merlán (Chantada). Com vinte anos passou a viver a Barcelona, onde trabalhou de operário da metalurxia na SEAT e estudou vários cursos de sociologia no Instituto de Ciências Sociais e Políticas que, mais tarde, abandonou para ingressar na Universidade de Barcelona da que é licenciado em Filosofia e Letras (secção de História). Foi Director do Arquivo Histórico Autárquico e Responsável por Património Histórico de Sant Andreu de la Barca (Barcelona). Fundador do “Centre d’Estudis Joan Falguera” de Sant Andreu de la Barca, e da “Associação de Amigos do Románico da Comarca de Chantada”.
Desenvolveu diversos labores na divulgação da cultura galega em Catalunha. Autor de diversas publicações de história, ensaio, teatro, literatura infantil e sobre a simbologia románica na Ribeira Sacra. Crítico de arte e literatura, conferenciante, articulista em várias publicações da Galiza, Espanha e do estrangeiro. Foi correspondente da revista. Nova Renascença. Articulista da imprensa catalã: revista Canigó e História y Vida e nos jornais: Avui e Mundo Diário. Participou nas revistas portuguesas: Quadernos do Tâmaga!, Anto e Saudade, Colóquio & Letras. Columnista semanal do jornal O Correo Galego, Galiza Hoxe, A nosa Terra e Sermos Galiza.
Especialista da literatura de expressão portuguesa na África (a este continente viajou em numerosas ocasiões) e autor de antologias poéticas de Portugal, Galiza, Moçambique, Angola, Guiné-Bissau, Macau e o Brasil. Também é antólogo e tradutor. A sua obra a compõem mas de cinquenta livros publicados sobre diversas temáticas em galego, português e catalão. Tem realizado várias viagens à África e América do Norte. Investigador sobre a obra de Agostinho Neto, o primeiro presidente de Angola, e de outros autores. Tem escrito numerosos prólogos sobre autores de poesia. É membro de honor da União dos Escritores Angolanos e desde 2024, por unanimidade, membro correspondente da Academia Angolana de Letras.

## Obra em português

### Poesia
- Os indícios do sol (1988). Braga: Escritórios de Trabalho Protegido da APPACDM.
- Labirinto incendiado (1989). Amarante: Edições do Tâmega. 56 págs.
- O som das águas lentas (1999). Campo das Letras. Dedicado aos azulexos da estação ferroviária de Caminha.[5]

### Edições
- Floriram pregos vermelhos: antología poética da expressão portuguesa em África e Ásia (1993). Espiral Maior.
- Homenagem a Angola no XXV aniversário da sua independência nacional (1975-2000) (2001). Ediciós do Castro.

## Obra em galego

### Poesia
- Cancioneiro de Pero Bernal (1972). Ed. Frouseira.
- Abrilsonetos (1974).
- Borralleira pra sementar unha verba (1974). Lugo: Xistral. Col. Val de Lemos, nº 11.
- Non teño outra cantiga (1975). Barcelona: ed. do autor.
- Do Faro ao Miño (1978). Sada: Ediciós do Castro. 95 págs. ISBN  84-7492-001-9.
- Aquarium (1982). Sada: Ediciós do Castro. 79 págs.
- Materia Corporal (1986). Revista Coordenadas, Monografías Universitarias.
- Tempo precario (1972-1987) (1988). Sada: Ediciós do Castro. 234 págs. ISBN 978-84-7492-377-3.
- Paixón e rito (1993). Sons Galiza. 85 págs. ISBN 84-88007-04-3.
- Círculo de luz e xisto (1994). A Coruña: Espiral Maior. 62 págs. ISBN 9788488137180.
- Rosto incompleto (1996). A Coruña: Espiral Maior. 72 págs. ISBN 9788488137746.
- Falo de Baco (1998). Frouseira. 62 págs.
- Sambizanga (1999). Frouseira. 93 págs.
- Kalendas (2005). Vigo: Xerais. 408 págs. ISBN 9788497823371.[6]
- Do Faro ao Miño 2 (2005). Ed. Frouseira.
- No imo do tempo (2007). Noia: Toxosoutos. 150 págs. ISBN 9788496673243.
- Pórticos do gozo (poemas a Pantón) (2008). Noia: Toxosoutos. 144 págs. ISBN 978-84-96673-49-6. Concello de Pantón, 2018, ISBN 9788409022335.
- Poemas pornofálicos (2009). Noia: Toxosoutos. 126 págs. ISBN 9788492792047.
- Petroglifia (poemas a Sober) (2010). Noia: Toxosoutos. 127 págs. ISBN 978-84-92792-62-7. Com fotografias de Xulio Gil.
- Por ninguén aloumiñada. Poesía completa 1972-2005 (2011). Noia: Toxosoutos. 415 págs. ISBN 978-84-92792-93-1.
- No sangue dos bardos. Poesía completa 2005-2009 (2011). Noia: Toxosoutos.[7] 320 págs. ISBN 9788492792948.
- Tedempo (2012).[8] Guitiriz: Asociación Cultural Xermolos. Desenhos de Héitor Picallo.[9]
- Remitencias (2013). Guitiriz: Asociación Cultural Xermolos. 218 págs. ISBN 9788493219994. Prólogo de Xesús Alonso Montero.[10]
- No soño dos ollos (2017). Silleda: Fervenza. 95 págs. ISBN 978-84-17094-17-1.
- O mar vai en nós (haikais) (2022). 20 poemas sobre o Prestige. Ilus. de Xosé Randolfe Vilariño.[11] [12]
- Cancioneiro profano (2023). Silleda: Fervenza. 102 págs. ISBN 978-84-19840-06-6. Ilus. de Xosé Randolfe Vilariño.[13]

### Ensaio
- Castelao, Otero Pedrayo, Suárez Picallo, Villar Ponte. Discursos Parlamentarios (1931-1933) (1978). Sada: Ediciós do Castro. 407 págs. ISBN 84-85134-91-5.
- Castelao i Catalunya (1979). Lugo: Alvarellos. Ed. bilingüe. ISBN 978-8485311293.
- Nacionalidades colonizadas da Europa Occidental (1980). Santiago: Follas Novas. 175 págs. ISBN 84-85385-14-4.
- Castelao dende Catalunya (1988). Sada: Ediciós do Castro. 130 págs. ISBN 9788474923605.
- Lectura e itinerario posíbel pola Terra Chá de Manuel María (1994). Deputación de Lugo. 66 págs. ISBN  84-8192-030-2.
- Simboloxía do románico de Pantón (1999). A Coruña: Editorial Compostela. ISBN 978-84-616-8629-2. Reeditado em 2014.[14]
- Os trobadores das terras de Chantada (2001). Sada: Ediciós do Castro. 66 págs. ISBN 84-8485-025-0.
- Simboloxía do románico de Sober (2008). Xunta de Galicia. 156 págs. ISBN 978-84-453-4654-9. Prólogo de Felipe Arias.
- Simboloxía do románico de Chantada (2010). Deputación de Lugo. 226 pags. ISBN 978-84-8192-444-2.
- Uxío Novoneyra, home e terra (2010). Noia: Toxosoutos. ISBN 978-84-92792-35-1.
- Uxío Novoneyra revisitado (2010). Vigo: Xerais. 320 págs. ISBN 9788499141053.
- Polas diversas xeografías da Lusofonía (2013). Guitiriz: Asociación Cultural Xermolos. 866 págs. ISBN 978-84-932199-7-0. Prólogo de David Otero.[15]
- Manuel María reencontrado (2015). Noia: Toxosoutos. 350 págs. ISBN  978-84-944314-2-5.
- Alefato (2021). Noia: Toxosoutos. 104 págs. ISBN 978-84-123409-1-4.[16]
- Achegas á simboloxía do románico da Ulloa (2022). Instituto de Estudos Ulloáns-Área de Turismo da Deputación de Lugo.[17]

### Contos
- Xente de Inverno: contos (1995). Sada: Ediciós do Castro. 104 págs. ISBN 978-8474927528.

### Teatro
- A proclama (1996). Cadernos de Teatro. Elsinor.
- A cerna (2013). Fundación Cultural da Estrada. ISBN 978-84-695-8828-4.
- Conversa de Manuel María e Xohán de Requeixo no monte Faro, entre as néboas do tempo (2016). Agrasar Editores. ISBN 9788445341766.[18]
- O proceso a Lucía Fidalgo (2017). Silleda: Fervenza ed. Ilustracións de Juan José Lomarti. 96 págs. ISBN 978-84-17094-11-9.
- Auto do demo e da viñateira (2017). Silleda: Fervenza ed. Ilustracións de Juan José Lomarti. 16 págs. ISBN 978-84-17094-14-0.
- Teatro completo (1996-2019) (2019). Ed. de Autor. ISBN 978-84-09-14183-8. Estudo preliminar de Elza Hauresku.
- Unha cunca de caldo quente (2022). Silleda: Fervenza ed.[19] 96 págs. ISBN 978-84-18136-84-9. Ilus. de Juan José Lomarti.

### Edições
- Escolma de poesía galega (1976-1984) (1984). Sotelo Blanco.
- Rosalírica: (homenagem de 27 poetas portugueses a Rosalía no centenário de sua morte) (1985). Ediciós do Castro.
- Cantares d'amor e d'amigo, de Carles Riba (1990). Ediciós do Castro.
- Nova Galiza (1990). Ediciós do Castro. Edição facsimilar.
- Nacionalismo e Cultura, de Amílcar Cabral (1999). Laiovento.
- Cadernos poéticos dun emigrante galego en Cuba, de Domingo Campio Devesa Naveiro (2004). Ediciós do Castro.
- Antoloxía dos poetas galegos em Cuba (2008). Toxosoutos.
- Antoloxía poética da Escola Labrega luguesa. De Leiras Pulpeiro a Uxío Novoneyra (2013) Fundação Uxío Novoneyra.

### Literatura infanto-juvenil
- A figueira lingoreteira (1996). Ediciós do Castro. ISBN 978-8474928204. Poesia.
- A mulemba que fala (2006). Everest Galicia. 48 págs. ISBN 9788440305374. Ilus. de Suso Cubeiro. Narrativa.
- A feira do cinco (2009). Silleda: Fervenza. 18 págs. ISBN 978-84-96368-96-5. Ilus. de Manuel Fragoso. Teatro.
- A idade do orballo (2009). Everest Galicia. 64 págs. ISBN 9788440311214. Ilus. de Manolo Uhía. Narrativa.
- O reloxo de Merexildo (2009). Silleda: Fervenza. 18 págs. ISBN 978-84-96368-97-2. Ilus. de Manuel Fragoso. Teatro.
- Labyrinthus (2010). Everest Galicia. Narrativa. 104 págs. ISBN 9788440311610.
- Mirafentos (2010). Silleda: Fervenza. ISBN 978-84-96368-90-3. Teatro.
- Do A ao Z con Manuel María (2016). Santiago: Urco. 64 págs. ISBN 978-84-15699-88-0. Ensaio.

### Traduções
- Tao Te King, de Lao Tse (2006). Toxosoutos.
- Poesia anónima africana (2007). Toxosoutos.

### Obras colectivas
- Desde mil novecentos trinta e seis: homenaxe da poesía e da plástica galega aos que loitaron pola liberdade (1995). Ediciós do Castro.
- Alén do azul (unha ducia de poetas galegos en Catalunya) (1999) Ediciós do Castro.
- Homenaxe a don Paco del Riego, fillo adoptivo de Nigrán (2003). Edicións do Cumio.
- Homenaxe poética ao trobador Xohan de Requeixo (2003).
- Erato bajo la piel dele deseo (2010). Sial Ediciones.
- Versus cianuro. Poemas contra a mina de ouro de Corcoesto (2013). A. C. Caldeirón.
- Os brocardos do riso futurista (2016). Xerais.
- Verbo na arria. Homenaxe literaria a Xohan Xesus González (2016). Cascata.

## Obra em catalão

### Poesia
- Cruïlles de Sant Andreu de la Barca (2006). Edição em linha.[20]

### Teatro
- Desguiament de guiats (2014).  Ajuntament Sant Andreu de la Barca.

### Traduções
- El problema de lês nacionalitats ibèriques (antologia de "Sempre en Galiza"), de Castelao (1983). Edicions 62.

### Ensaio
- Tot descobrint Sant Andreu de la Barca (1999)
- Imatges i records de Sant Andreu de la Barca (1999)
- Efemèrides històriques de Sant Andreu de la Barca (2000)
- Recull enciclopèdic de Sant Andreu de la Barca (2001)
- La Societat Ele Casino de Sant Andreu de la Barca (2002)
- La pagesia a Sant Andreu de la Barca (2004)
- Els presidentes da Câmara de Sant Andreu de la Barca dele segle XX (2005)
- L'presidente da Câmara Joan Falguera i Estapé. Vida i obra (2005)
- Guia dele patrimoni arquitectònic de Sant Andreu de la Barca (2006)
- Constitució dele Consell de Jurats de Sant Andreu de la Barca (1594) (2006)
- L'ahir i l’avui de Sant Andreu de la Barca (2007)
- L'emigració de Sant Andreu de la Barca a Xile (2008)
- La nostre gent (Sant Andreu de la Barca) (2009)
- Cròniques de Sant Andreu de la Barca (2012)

## Obra em castelhano

### Traduções
- Poemas a la madre Africa (antología de la poesia angolana dele siglo XX) (1992). Ediciós do Castro.
- Antologia da poesia brasileira = antología de la poesia brasileña (2001). Laiovento.

## Prêmios
- 1992: Criação Literária do Ministério de Cultura.
- 2008: Pedrón de Honra.[21]
- 2009:  Filho Adoptivo e Cronista de Sant Andreu de la Barca[22]
- Ganhador do II Prêmio MOME de Teatro Varela Buxán da Câmara municipal da Estrada no 2012, por A cerna.